# Саленко, Роман Олегович
Рома́н Оле́гович Сале́нко (укр. Роман Олегович Саленко; 18 мая 2005, Киев) — украинский футболист, полузащитник киевского «Динамо», выступающий на правах аренды за луганскую «Зарю».

## Клубная карьера
Роман Саленко родился 18 мая 2005 года в Киеве в семье бывшего футболиста Олега Саленко. В возрасте семи лет пошёл в детско-юношескую академию «Динамо» имени Валерия Лобановского, где первым тренером стал Сергей Велико. Впрочем, закрепиться в столичной академии футболист не сумел и был переведён в детскую команду «Диназ», с ним стал победителем высшей лиги ДЮФЛУ среди команд U-16 в сезоне 2020/21. В следующем сезоне подписал дебютный профессиональный контракт с первой командой «Диназа». До конца года сыграл за клуб 8 матчей во Второй лиге, а также одну игру в розыгрыше кубка Украины.
В июле 2022 года оказался на просмотре в юношеской команде киевского «Динамо», а в следующем месяце подписал контракт с «бело-синими». Дебютировал за юношескую команду «Динамо» 23 августа 2022 года в выездном поединке юношеского чемпионата Украины против «Ингульца» (4:1). Всего в дебютном сезоне в чемпионате U-19 провёл 21 матч.
23 ноября 2024 года дебютировал за первую команду в матче чемпионата против «Черноморца» (3:1), выйдя на замену на 90-й минуте вместо Виталия Буяльского.

## Карьера в сборной
В ноябре 2023 года получил вызов в юношескую сборную Украины (U-19) на матчи отбора к Евро, сыграв во всех трёх играх.

## Достижения
«Динамо» (Киев)
- Чемпион Украины: 2024/25